# 克萊頓鎮區 (克萊頓縣)
克莱顿鎮區（Clayton Township），美国艾奥瓦州克莱顿县的一个鎮區，总面积99.17平方公里，总人 口312（2000美国人口普查）。